# モンテンボク

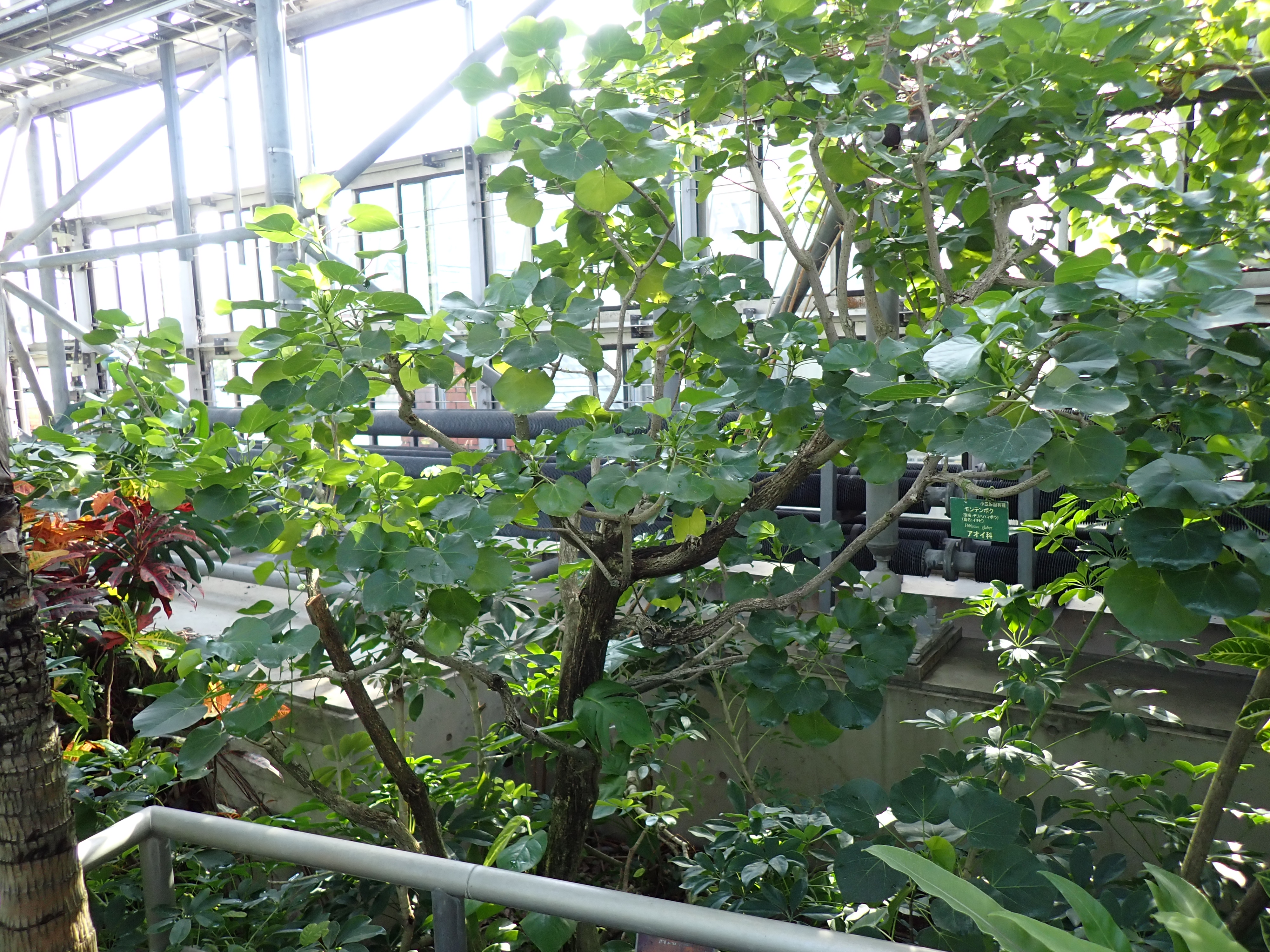
モンテンボク（2024年11月 東京都 夢の島熱帯植物館）

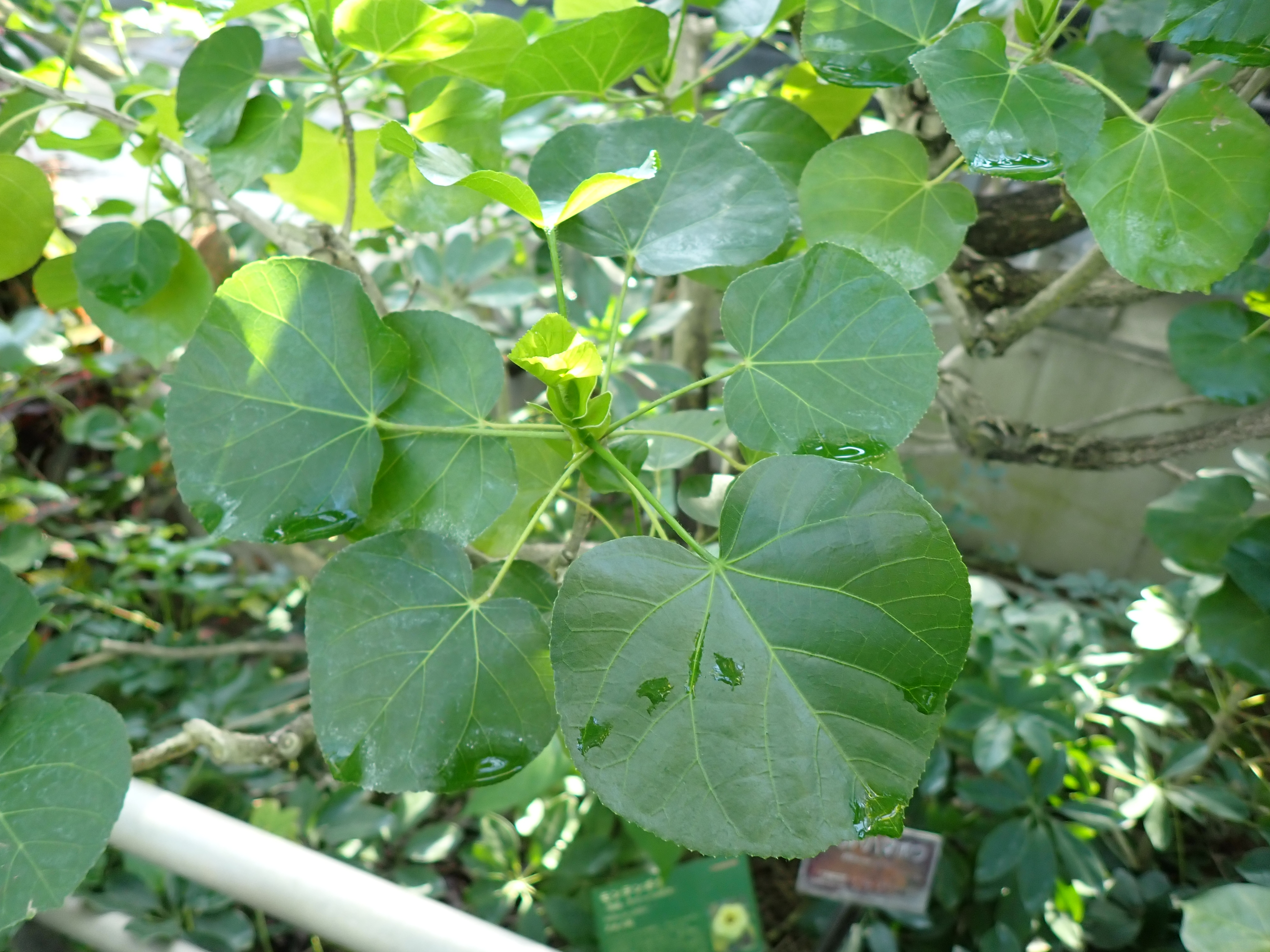
モンテンボクの新梢（2024年11月 東京都 夢の島熱帯植物館）

モンテンボク（別名 テリハハマボウ、学名：Hibiscus glaber）はアオイ科フヨウ属の常緑高木。
モンテンはマウンテンが訛ったものともされる。

## 特徴
高さ3–10m。托葉は大きく卵形〜長楕円形。葉は無毛で革質、円心形で分裂せず、基部はほとんど心形にならない切形か、浅い心形。花の形はハマボウに似る。
近縁のハマボウやオオハマボウは葉の裏面に白または灰色の毛を密生する点で本種と異なる。

## 分布と生育環境
小笠原諸島の固有種。島の中腹の斜面、土壌がある程度発達した湿潤地の「湿性高木林」に、シマホルトノキやウドノキ、モクタチバナなどとともに生育。